# Schlacht von al-Kura
Die Schlacht von al-Kura war ein militärischer Zusammenstoß im mittelalterlichen Ägypten zwischen einem Heer der in Ägypten herrschenden Mameluken und einem Heer der in Syrien herrschenden Ayyubiden. Die Schlacht ereignete sich am 2. Februar 1251 auf einem Landstrich namens al-Kura in der Nähe des Ortes al-Salihiyya am östlichen Rand des Nildeltas.

## Hintergrund
Mit der Ermordung des Ayyubiden-Sultans al-Mu’azzam Turan Schah durch seine eigenen Militärsklaven (Mameluken) im Mai 1250 wurde die Herrschaft der Ayyubiden in Ägypten beendet. Die Mameluken übernahmen nun selbst die Macht, ihr erster Sultan war al-Mu'izz Aybak. In Syrien hingegen konnten sich die Ayyubiden in Person des Sultans an-Nasir Yusuf behaupten. Dieser war nicht bereit den Machtwechsel in Ägypten hinzunehmen und erhob als Nachfahre des Dynastiegründers Saladin einen Anspruch auf den Thron in Kairo. Gemäß der Überlieferung des Historikers Ibn Wasil war Sultan an-Nasir Yusuf allerdings nicht von besonders kriegerischer Natur und versuchte einer militärischen Konfrontation aus dem Weg zu gehen. Die tatsächlich treibende Kraft hinter den Kriegsvorbereitungen soll sein engster Vertrauensmann und Minister, Schams ad-Din Lu'lu' al-Amini, gewesen sein.

## Die Schlacht
Am 11. Dezember 1250 setzte sich an-Nasir Yusuf mit seinem Heer von Damaskus aus in Marsch und erreichte am 28. Dezember Gaza. Wie es bei Herrschern der islamischen Welt zur damaligen Zeit üblich war, bestand sein eigenes Heer hauptsächlich aus Kriegersklaven, also Mameluken, bestehend aus dem von seinem Vater gegründeten Aziziyya-Regiment und dem von ihm selbst gegründeten Nasiriyya-Regiment. Das militärische Kommando über sie führte Shams ad-Din Lu'lu'. Weiterhin befanden sich im Heer die Vettern von Sultan an-Nasir Yusuf, der Herr von Hama, al-Mansur Muhammad II., und der ehemalige Machthaber von Homs, al-Aschraf Musa.
In Kairo mobilisierte Sultan al-Mu'izz Aybak seine Truppen. Am 2. Januar 1251 verließ der General (amīr) Husam ad-Din mit einer Vorhut als erstes Kairo in Richtung Palästina. Am folgenden Tag setzte sich der General Faris ad-Din Aktay in Marsch, der die besonders kampfstarken Bahriyya- und Jamdariyya-Regimenter anführte. Die beiden Feldherren vereinten ihre Kräfte am 5. Januar bei dem Ort al-Salihiyya, wo sie auch ihr Lager aufschlugen. Sultan Aybak stieß am 23. Januar mit seinem Mu'izziyya-Regiment zu ihnen.
In dieser Zeit hatte an-Nasir Yusuf seinen Marsch von Gaza nach Ägypten bereits fortgesetzt und überraschte am 2. Februar seinen Feind, der sich noch in seinem Feldlager befand. Zunächst gelang es den syrischen Kräften dem Gegner heftig zuzusetzen, einige Truppenteile der Ägypter wurden in die Flucht geschlagen. Dann aber erbrachte ein Gegenangriff des Faris ad-Din Aktay die Wende, der mit seinem Bahriyya-Regiment die Stellung hielt und schließlich die syrischen Truppen in die Flucht schlug. Der endgültige Sieg für die Ägypter wurde aber letztlich durch den Verrat der Militärsklaven der Ayyubiden entschieden, die noch während der Schlacht zu ihren ägyptischen Standesgenossen überliefen. Darauf nahm an-Nasir Yusuf die Flucht auf und rettete sich nach Gaza. Sein Cousin al-Aschraf Musa wie auch sein Feldherr Schams ad-Din Lu'lu' gerieten in die Gefangenschaft der Ägypter, von denen letzterer vor Sultan Aybak enthauptet wurde.
Die siegreichen Mameluken von Ägypten konnten bereits am 4. Februar 1251 wieder in Kairo einziehen.

## Folgen
Am 22. März 1251 führte Faris ad-Din Aktay einen Angriff auf Palästina durch und eroberte Gaza, womit für Ägypten ein schützendes Vorfeld geschaffen wurde. Der militärisch geschwächte an-Nasir Yusuf zog sich nach Damaskus zurück und suchte ein Bündnis mit den Kreuzfahrerstaaten in der Levante gegen die Mameluken. Wenn auch diese, unter der Regierung des französischen Königs Ludwig IX., kein formelles Bündnis mit ihm eingingen, schuf dieses politische Lavieren zwischen Kairo, Damaskus und Akkon für die kommenden Jahre ein Machtgleichgewicht im Orient. Die Mameluken konnten ihre Herrschaft in Ägypten stabilisieren, während die Ayyubiden auf Syrien begrenzt blieben. Durch die Vermittlung des Kalifen al-Mustasim wurde dieser Zustand im April 1253 zwischen Damaskus und Kairo vertraglich vertieft, an-Nasir Yusuf erhielt zudem Gaza zurückerstattet.
Erst im Jahr 1260 sorgte der Einfall der Mongolen in Syrien für eine grundlegende Änderung der Lage. Sie beendeten die Ayyubidenherrschaft in Syrien, nur um anschließend von den Mameluken in der Schlacht bei ʿAin Dschālūt besiegt zu werden. Darauf konnten diese Ägypten und Syrien dauerhaft unter ihrer Herrschaft vereinen.

## Quelle
- Ibn Wasil: Mufarrij al-kurub fi akhbar bani Ayyub, BnF Paris, ms. arabe 1703, fol. 102r–107v

## Einzelnachweis
1. ↑  Nach Jean de Joinville, hatte sich an-Nasir Yusuf in der Schlacht Verletzungen am Kopf und an einer Hand zugezogen. (Joinville, III, § 8; hrsg. von Ethel Wedgewood)